# FC Elektrosila Leningrado
El Elektrosila Leningrado (del ruso: Электросила Ленинград) fue un equipo de fútbol de la Unión Soviética que alguna vez jugó en la Primera División de la Unión Soviética, la primera categoría del desaparecido país.

## Historia
Fue fundado en el año 1922 en la ciudad de Leningradocon el nombre Krasnaya Zorya y fue uno de los equipos fundadores de la Primera División de la Unión Soviética en 1936, liga en la que militó por 5 temporadas consecutivas hasta que descendió en la temporada de 1939.
En la temporada siguiente termina como campeón de la Primera Liga Soviética pero se fusiona con el Zenit Leningrado al finalizar la temporada y por la guerra el campeonato estuvo parado por 5 años, reanudado en 1946, el club es refundado, termina en 11º lugar de la Primera Liga Soviética y desaparece al finalizar la temporada.

## Palmarés
- Primera Liga Soviética: 1

1940

## Nombres
- Krasnaya Zorya Leningrad (1922-37)
- Elektrik Leningrad (1938-39)
- Krasnaya Zorya Leningrad (1940-45)
- Elektrosila Leningrad (1946)

## Temporadas
| Temporada       | División | Pos. | J  | G  | E | P  | GF | GC | Pts. |
| --------------- | -------- | ---- | -- | -- | - | -- | -- | -- | ---- |
| 1936 (Verano)   | 1        | 7    | 6  | 1  | 1 | 4  | 8  | 21 | 9    |
| 1936 (Invierno) | 1        | 5    | 7  | 3  | 0 | 4  | 13 | 18 | 13   |
| 1937            | 1        | 8    | 16 | 4  | 4 | 8  | 17 | 31 | 28   |
| 1938            | 1        | 13   | 25 | 8  | 8 | 9  | 42 | 44 | 24   |
| 1939            | 1        | 13   | 26 | 6  | 5 | 15 | 32 | 49 | 17   |
| 1940            | 2        | 1    | 26 | 15 | 5 | 6  | 54 | 36 | 35   |
| 1946            | 2        | 11   | 24 | 5  | 6 | 13 | 23 | 50 | 16   |